# Silent Despair
Silent Despair è il secondo singolo della cantante finlandese Anna Abreu estratto dal suo secondo album Now.